# Огуни, Хидэо
Хидэо Огуни (小国英雄 Oguni Hideo; 9 июля 1904 года — 5 февраля 1996 года) — японский писатель, написавший более 100 сценариев.
Известен тем, что написал сценарии для ряда фильмов режиссёра Акиры Куросавы, включая «Жить» в 1952 году, «Семь самураев» в 1954 году, «Трон в крови» в 1957 году и «Три негодяя в скрытой крепости» в 1958 году.
Его первый фильм с Куросавой был «Жизнь», и, по словам профессора кино Кэтрин Рассел, именно Огуни придумал двухчастную структуру этого фильма. Кинокритик Дональд Ричи считал его «гуманистом» среди писателей Куросавы. В 2013 году Огуни и частые сценаристы Куросавы, Синобу Хасимото и Рюдзо Кикусима, были удостоены премии Жана Ренуара от Гильдии сценаристов западной Америки.
Хидэо Огуни также написал сценарии для Хэйноскэ Госё и его фильма «Там, где видны фабричные трубы» в 1953 году, для Кодзи Симы и его фильма «Предупреждение из космоса» в 1956 году, для фильма «Тора! Тора! Тора!» и для Хироси Инагаки с его фильмом «Засада в ущелье смерти» в 1970 году.